# 프티오스

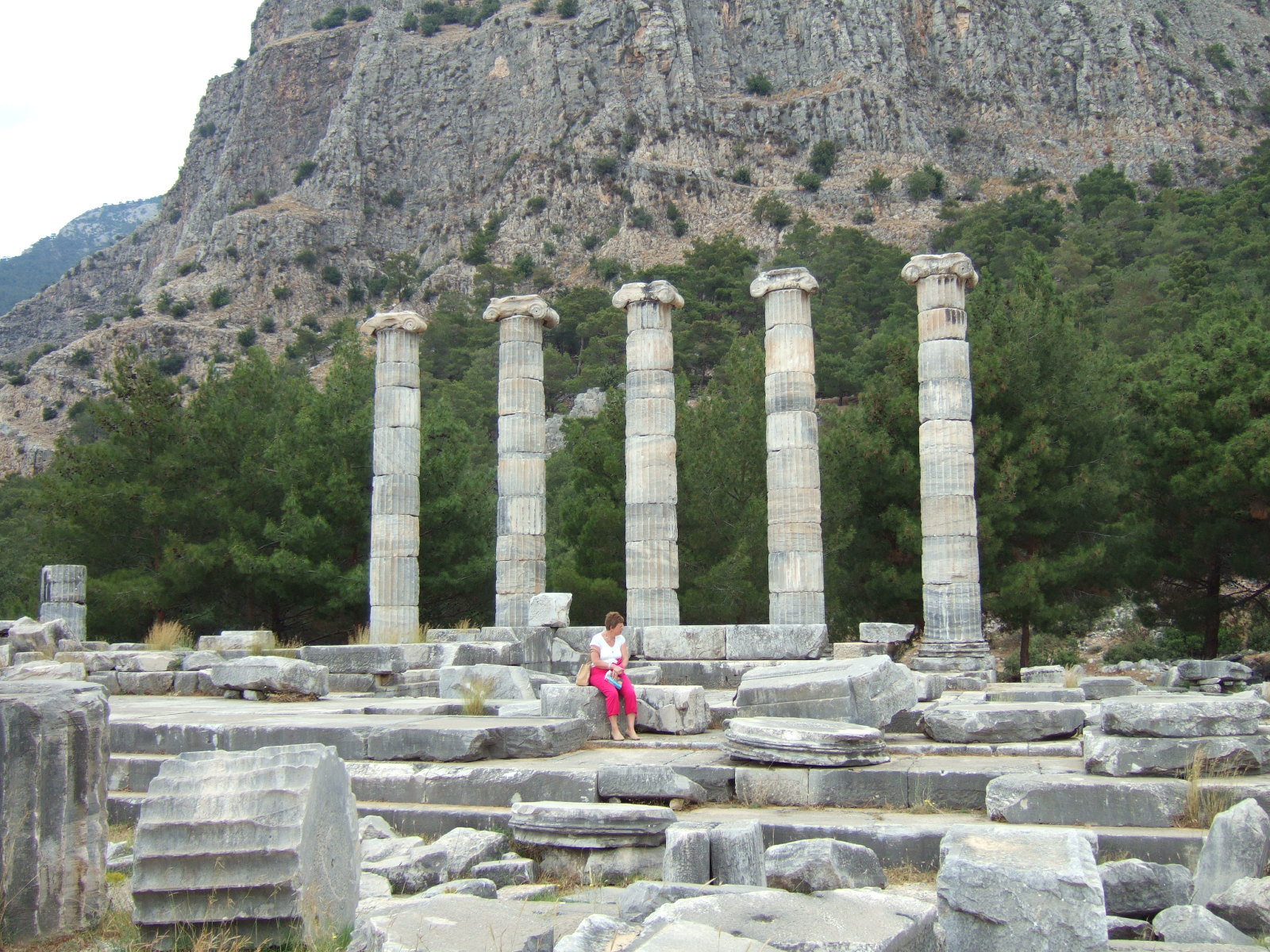
아테나 폴리아스 신전

프티오스(Pythios, 또는 Pythius 생몰년 불명) 또는 피리에네의 프티오스(Pythius of Priene)
는 기원전 353년부터 기원전 334년에 활동했던 소아시아의 건축가이자 이론가이다.

## 개요
프티오스는 동시대의 건축가 사티로스와 함께 할리카르나소스의 마우솔레움 건축에 참여했을 것으로 추정되는 건축가 중의 하나이다.:68
이 건물에 대한 논술에서 그는 비례의 완전성을 찬양하고, 도리아 양식을 비판했는데, 이는 건축 이론을 확립하고 건축가를 위한 다양한 수업을 권장한 최초의 인물이라고 할 수 있다. 그의 건축 이론에 따르면 건축가는 “모든 예술, 과학에 있어서 그 개별 주제에 근면과 노력으로 최고 명성을 얻은 사람보다 잘 해내는 능력이 있어야 한다”고 주장했다.
또한 이오니아 양식이 그곳에서 규범적인 형태에 이르렀다고 생각된다. 기타 프리에네의 아테나 신전(기원전 334년에 헌당. 파편이 현재 베를린 페르가몬 박물관과 대영박물관에 있다)을 건축하기도 했다.